# Lena socken, Västergötland
Lena socken i Västergötland ingick i Kullings härad och är sedan 1971 en del av Vårgårda kommun, från 2016 inom Lena-Bergstena distrikt.
Socknens areal är 39,92 kvadratkilometer varav 38,50 land. År 1949 fanns här 726 invånare.  Tätorten Östadkulle samt sockenkyrkan Lena kyrka ligger i socknen.

## Administrativ historik
Socknen har medeltida ursprung. 
Vid kommunreformen 1862 övergick socknens ansvar för de kyrkliga frågorna till Lena församling och för de borgerliga frågorna bildades Lena landskommun. Landskommunen inkorporerades 1952 i Vårgårda landskommun som 1971 ombildades till Vårgårda kommun. Församlingen uppgick 1992 i Lena-Bergstena församling som 2002 uppgick i en då återbildad Lena församling.
1 januari 2016 inrättades distriktet Lena-Bergstena, med samma omfattning som Lena-Bergstena församling hade 1999/2000 och fick 1992, och vari detta sockenområde ingår.
Socknen har tillhört län, fögderier, tingslag och domsagor enligt vad som beskrivs i artikeln Kullings härad. De indelta soldaterna tillhörde Västgöta-Dals regemente, Kullings kompani.

## Geografi
Lena socken ligger nordost om Alingsås med Säveån i öster och Älgaråsen i nordväst. Socknen har odlingsbygd i öster och kuperad sjörik skogsbygd i väster. Största insjö är Lången.
En sätesgård var Vittene säteri.
I Östadkulle fanns förr ett gästgiveri.

## Fornlämningar
Boplatser och en hällkista från stenåldern är funna. Från järnåldern finns gravfält.

## Befolkningsutveckling
Befolkningen ökade från 581 1810 till 1 239 1880 varefter den minskade till 583 1970 då den var som minst under 1900-talet. Därefter ökade folkmängden på nytt till 819 1990.

## Namnet
Namnet skrevs 1411 Lenom och kommer från en by och innehåller len, 'sluttning, backe; kulle, höjd' syftande på höjden byn ligger på.